# Fabronia tayloriana
Fabronia tayloriana är en bladmossart som beskrevs av Georg Ernst Ludwig Hampe 1870. Fabronia tayloriana ingår i släktet Fabronia och familjen Fabroniaceae. Inga underarter finns listade i Catalogue of Life.